# Gare de Gaillac
Gare de Gaillac – stacja kolejowa w Gaillac, w departamencie Tarn, w regionie Oksytania, we Francji.
Jest stacją Société nationale des chemins de fer français (SNCF), obsługiwaną przez pociągi TER Midi-Pyrénées.